# Liste der Nummer-eins-Hits in den USA (1989)
Dies ist eine Liste der Nummer-eins-Hits in den von Billboard ermittelten Charts in den USA (Hot 100) im Jahr 1989. In diesem Jahr gab es dreiunddreißig Nummer-eins-Singles und fünfzehn Nummer-eins-Alben.

## Singles
| ← 1988 ← | Liste der Nummer-eins-Hits in den USA | Liste der Nummer-eins-Hits in den USA | Liste der Nummer-eins-Hits in den USA                                            | 1990 →                    |
| \| Zeitraum \| Wo. ges. \| Interpret \| Titel Autor(en) \| Zusätzliche Informationen \| \| (Zeitraum, Wochen auf Platz eins, Interpret, Titel, Autor[en], zusätzliche Informationen) \| \| \| \| \| \| ----------------------------------------------------------------------------------------- \| -------- \| --------------------- \| ----------------------------------------------------------------------------------- \| ------------------------- \| \| 24. Dezember 1988 – 13. Januar 1989 3 Wochen (insgesamt 3) \| 3 \| Poison \| Every Rose Has Its Thorn[1] Bret Michaels, C. C. DeVille, Bobby Dall, Rikki Rockett \| - \| \| 14. Januar 1989 – 20. Januar 1989 1 Woche (insgesamt 1) \| 1 \| Bobby Brown \| My Prerogative[2] Gene Griffin, Bobby Brown \| - \| \| 21. Januar 1989 – 3. Februar 1989 2 Wochen (insgesamt 2) \| 2 \| Phil Collins \| Two Hearts[3] Phil Collins, Lamont Dozier \| - \| \| 4. Februar 1989 – 10. Februar 1989 1 Woche (insgesamt 1) \| 1 \| Sheriff \| When I'm with You[4] Arnold Lanni \| - \| \| 11. Februar 1989 – 3. März 1989 3 Wochen (insgesamt 3) \| 3 \| Paula Abdul \| Straight Up[5] Elliot Wolff \| - \| \| 4. März 1989 – 24. März 1989 3 Wochen (insgesamt 3) \| 3 \| Debbie Gibson \| Lost in Your Eyes[6] Debbie Gibson \| - \| \| 25. März 1989 – 31. März 1989 1 Woche (insgesamt 1) \| 1 \| Mike & the Mechanics \| The Living Years[7] Mike Rutherford, B. A. Robertson \| - \| \| 1. April 1989 – 7. April 1989 1 Woche (insgesamt 1) \| 1 \| The Bangles \| Eternal Flame[8] Susanna Hoffs, Billy Steinberg, Tom Kelly \| - \| \| 8. April 1989 – 14. April 1989 1 Woche (insgesamt 1) \| 1 \| Roxette \| The Look[9] Per Gessle \| - \| \| 15. April 1989 – 21. April 1989 1 Woche (insgesamt 1) \| 1 \| Fine Young Cannibals \| She Drives Me Crazy[10] David Steele, Roland Gift \| - \| \| 22. April 1989 – 12. Mai 1989 3 Wochen (insgesamt 3) \| 3 \| Madonna \| Like a Prayer[11] Madonna, Patrick Leonard \| - \| \| 13. Mai 1989 – 19. Mai 1989 1 Woche (insgesamt 1) \| 1 \| Bon Jovi \| I’ll Be There for You[12] Jon Bon Jovi, Richie Sambora \| - \| \| 20. Mai 1989 – 2. Juni 1989 2 Wochen (insgesamt 2) \| 2 \| Paula Abdul \| Forever Your Girl[13] Oliver Leiber \| - \| \| 3. Juni 1989 – 9. Juni 1989 1 Woche (insgesamt 1) \| 1 \| Michael Damian \| Rock On[14] David Essex \| - \| \| 10. Juni 1989 – 16. Juni 1989 1 Woche (insgesamt 1) \| 1 \| Bette Midler \| Wind Beneath My Wings[15] Larry Henley, Jeff Silbar \| - \| \| 17. Juni 1989 – 23. Juni 1989 1 Woche (insgesamt 1) \| 1 \| New Kids on the Block \| I’ll Be Loving You (Forever)[16] Maurice Starr \| - \| \| 24. Juni 1989 – 30. Juni 1989 1 Woche (insgesamt 1) \| 1 \| Richard Marx \| Satisfied[17] Richard Marx \| - \| \| 1. Juli 1989 – 7. Juli 1989 1 Woche (insgesamt 1) \| 1 \| Milli Vanilli \| Baby Don’t Forget My Number[18] Frank Farian, Brad Howell \| - \| \| 8. Juli 1989 – 14. Juli 1989 1 Woche (insgesamt 1) \| 1 \| Fine Young Cannibals \| Good Thing[19] David Steele, Roland Gift \| - \| \| 15. Juli 1989 – 21. Juli 1989 1 Woche (insgesamt 1) \| 1 \| Simply Red \| If You Don't Know Me by Now[20] Kenneth Gamble, Leon A. Huff \| - \| \| 22. Juli 1989 – 4. August 1989 2 Wochen (insgesamt 2) \| 2 \| Martika \| Toy Soldiers[21] Martika, Michael Jay \| - \| \| 5. August 1989 – 11. August 1989 1 Woche (insgesamt 1) \| 1 \| Prince \| Batdance[22] Prince \| - \| \| 12. August 1989 – 1. September 1989 3 Wochen (insgesamt 3) \| 3 \| Richard Marx \| Right Here Waiting[23] Richard Marx \| - \| \| 2. September 1989 – 8. September 1989 1 Woche (insgesamt 1) \| 1 \| Paula Abdul \| Cold Hearted[24] Oliver Leiber \| - \| \| 9. September 1989 – 15. September 1989 1 Woche (insgesamt 1) \| 1 \| New Kids on the Block \| Hangin' Tough[25] Maurice Starr \| - \| \| 16. September 1989 – 22. September 1989 1 Woche (insgesamt 1) \| 1 \| Gloria Estefan \| Don't Wanna Lose You[26] Gloria Estefan \| - \| \| 23. September 1989 – 6. Oktober 1989 2 Wochen (insgesamt 2) \| 2 \| Milli Vanilli \| Girl I’m Gonna Miss You[27] Frank Farian, Dietmar Kawohl, Peter Bischof-Fallenstein \| - \| \| 7. Oktober 1989 – 3. November 1989 4 Wochen (insgesamt 4) \| 4 \| Janet Jackson \| Miss You Much[28] Jimmy Jam, Terry Lewis \| - \| \| 4. November 1989 – 10. November 1989 1 Woche (insgesamt 1) \| 1 \| Roxette \| Listen to Your Heart[29] Per Gessle, Mats Persson \| - \| \| 11. November 1989 – 24. November 1989 2 Wochen (insgesamt 2) \| 2 \| Bad English \| When I See You Smile[30] Diane Warren \| - \| \| 25. November 1989 – 8. Dezember 1989 2 Wochen (insgesamt 2) \| 2 \| Milli Vanilli \| Blame It on the Rain[31] Diane Warren \| - \| \| 9. Dezember 1989 – 22. Dezember 1989 2 Wochen (insgesamt 2) \| 2 \| Billy Joel \| We Didn’t Start the Fire[32] Billy Joel \| - \| \| 23. Dezember 1989 – 19. Januar 1990 4 Wochen (insgesamt 4) \| 4 \| Phil Collins \| Another Day in Paradise[33] Phil Collins \| - \| |                                       |                                       |                                                                                  |                           |
| ← 1988 |                                       |                                       |                                                                                  | → 1990 →                  |
| Zeitraum | Wo. ges.                              | Interpret                             | Titel Autor(en)                                                                  | Zusätzliche Informationen |
| (Zeitraum, Wochen auf Platz eins, Interpret, Titel, Autor[en], zusätzliche Informationen) |                                       |                                       |                                                                                  |                           |
| 24. Dezember 1988 – 13. Januar 1989 3 Wochen (insgesamt 3) | 3                                     | Poison                                | Every Rose Has Its Thorn Bret Michaels, C. C. DeVille, Bobby Dall, Rikki Rockett | -                         |
| 14. Januar 1989 – 20. Januar 1989 1 Woche (insgesamt 1) | 1                                     | Bobby Brown                           | My Prerogative Gene Griffin, Bobby Brown                                         | -                         |
| 21. Januar 1989 – 3. Februar 1989 2 Wochen (insgesamt 2) | 2                                     | Phil Collins                          | Two Hearts Phil Collins, Lamont Dozier                                           | -                         |
| 4. Februar 1989 – 10. Februar 1989 1 Woche (insgesamt 1) | 1                                     | Sheriff                               | When I'm with You Arnold Lanni                                                   | -                         |
| 11. Februar 1989 – 3. März 1989 3 Wochen (insgesamt 3) | 3                                     | Paula Abdul                           | Straight Up Elliot Wolff                                                         | -                         |
| 4. März 1989 – 24. März 1989 3 Wochen (insgesamt 3) | 3                                     | Debbie Gibson                         | Lost in Your Eyes Debbie Gibson                                                  | -                         |
| 25. März 1989 – 31. März 1989 1 Woche (insgesamt 1) | 1                                     | Mike & the Mechanics                  | The Living Years Mike Rutherford, B. A. Robertson                                | -                         |
| 1. April 1989 – 7. April 1989 1 Woche (insgesamt 1) | 1                                     | The Bangles                           | Eternal Flame Susanna Hoffs, Billy Steinberg, Tom Kelly                          | -                         |
| 8. April 1989 – 14. April 1989 1 Woche (insgesamt 1) | 1                                     | Roxette                               | The Look Per Gessle                                                              | -                         |
| 15. April 1989 – 21. April 1989 1 Woche (insgesamt 1) | 1                                     | Fine Young Cannibals                  | She Drives Me Crazy David Steele, Roland Gift                                    | -                         |
| 22. April 1989 – 12. Mai 1989 3 Wochen (insgesamt 3) | 3                                     | Madonna                               | Like a Prayer Madonna, Patrick Leonard                                           | -                         |
| 13. Mai 1989 – 19. Mai 1989 1 Woche (insgesamt 1) | 1                                     | Bon Jovi                              | I’ll Be There for You Jon Bon Jovi, Richie Sambora                               | -                         |
| 20. Mai 1989 – 2. Juni 1989 2 Wochen (insgesamt 2) | 2                                     | Paula Abdul                           | Forever Your Girl Oliver Leiber                                                  | -                         |
| 3. Juni 1989 – 9. Juni 1989 1 Woche (insgesamt 1) | 1                                     | Michael Damian                        | Rock On David Essex                                                              | -                         |
| 10. Juni 1989 – 16. Juni 1989 1 Woche (insgesamt 1) | 1                                     | Bette Midler                          | Wind Beneath My Wings Larry Henley, Jeff Silbar                                  | -                         |
| 17. Juni 1989 – 23. Juni 1989 1 Woche (insgesamt 1) | 1                                     | New Kids on the Block                 | I’ll Be Loving You (Forever) Maurice Starr                                       | -                         |
| 24. Juni 1989 – 30. Juni 1989 1 Woche (insgesamt 1) | 1                                     | Richard Marx                          | Satisfied Richard Marx                                                           | -                         |
| 1. Juli 1989 – 7. Juli 1989 1 Woche (insgesamt 1) | 1                                     | Milli Vanilli                         | Baby Don’t Forget My Number Frank Farian, Brad Howell                            | -                         |
| 8. Juli 1989 – 14. Juli 1989 1 Woche (insgesamt 1) | 1                                     | Fine Young Cannibals                  | Good Thing David Steele, Roland Gift                                             | -                         |
| 15. Juli 1989 – 21. Juli 1989 1 Woche (insgesamt 1) | 1                                     | Simply Red                            | If You Don't Know Me by Now Kenneth Gamble, Leon A. Huff                         | -                         |
| 22. Juli 1989 – 4. August 1989 2 Wochen (insgesamt 2) | 2                                     | Martika                               | Toy Soldiers Martika, Michael Jay                                                | -                         |
| 5. August 1989 – 11. August 1989 1 Woche (insgesamt 1) | 1                                     | Prince                                | Batdance Prince                                                                  | -                         |
| 12. August 1989 – 1. September 1989 3 Wochen (insgesamt 3) | 3                                     | Richard Marx                          | Right Here Waiting Richard Marx                                                  | -                         |
| 2. September 1989 – 8. September 1989 1 Woche (insgesamt 1) | 1                                     | Paula Abdul                           | Cold Hearted Oliver Leiber                                                       | -                         |
| 9. September 1989 – 15. September 1989 1 Woche (insgesamt 1) | 1                                     | New Kids on the Block                 | Hangin' Tough Maurice Starr                                                      | -                         |
| 16. September 1989 – 22. September 1989 1 Woche (insgesamt 1) | 1                                     | Gloria Estefan                        | Don't Wanna Lose You Gloria Estefan                                              | -                         |
| 23. September 1989 – 6. Oktober 1989 2 Wochen (insgesamt 2) | 2                                     | Milli Vanilli                         | Girl I’m Gonna Miss You Frank Farian, Dietmar Kawohl, Peter Bischof-Fallenstein  | -                         |
| 7. Oktober 1989 – 3. November 1989 4 Wochen (insgesamt 4) | 4                                     | Janet Jackson                         | Miss You Much Jimmy Jam, Terry Lewis                                             | -                         |
| 4. November 1989 – 10. November 1989 1 Woche (insgesamt 1) | 1                                     | Roxette                               | Listen to Your Heart Per Gessle, Mats Persson                                    | -                         |
| 11. November 1989 – 24. November 1989 2 Wochen (insgesamt 2) | 2                                     | Bad English                           | When I See You Smile Diane Warren                                                | -                         |
| 25. November 1989 – 8. Dezember 1989 2 Wochen (insgesamt 2) | 2                                     | Milli Vanilli                         | Blame It on the Rain Diane Warren                                                | -                         |
| 9. Dezember 1989 – 22. Dezember 1989 2 Wochen (insgesamt 2) | 2                                     | Billy Joel                            | We Didn’t Start the Fire Billy Joel                                              | -                         |
| 23. Dezember 1989 – 19. Januar 1990 4 Wochen (insgesamt 4) | 4                                     | Phil Collins                          | Another Day in Paradise Phil Collins                                             | -                         |

## Alben
| ← 1988 ← | Liste der Nummer-eins-Alben in den USA | Liste der Nummer-eins-Alben in den USA | Liste der Nummer-eins-Alben in den USA | 1990 →                    |
| \| Zeitraum \| Wo. ges. \| Interpret \| Titel \| Zusätzliche Informationen \| \| (Zeitraum, Wochen auf Platz eins, Interpret, Titel, zusätzliche Informationen) \| \| \| \| \| \| ------------------------------------------------------------------------------ \| -------- \| --------------------- \| ---------------------------------- \| ------------------------- \| \| 31. Dezember 1988 – 20. Januar 1989 3 Wochen (insgesamt 4) \| 4 \| Anita Baker \| Giving You the Best That I Got[34] \| - \| \| 21. Januar 1989 – 10. Februar 1989 3 Wochen (insgesamt 3) \| 3 \| Bobby Brown \| Don't be Cruel[35] \| - \| \| 11. Februar 1989 – 17. Februar 1989 1 Woche (insgesamt 5) \| 5 \| Guns N’ Roses \| Appetite for Destruction[36] \| - \| \| 18. Februar 1989 – 10. März 1989 3 Wochen (insgesamt 6) \| 6 \| Bobby Brown \| Don't Be Cruel \| - \| \| 11. März 1989 – 14. April 1989 5 Wochen (insgesamt 5) \| 5 \| Debbie Gibson \| Electric Youth[37] \| - \| \| 15. April 1989 – 21. April 1989 1 Woche (insgesamt 1) \| 1 \| Tone Lōc \| Lōc-ed After Dark[38] \| - \| \| 22. April 1989 – 2. Juni 1989 6 Wochen (insgesamt 6) \| 6 \| Madonna \| Like a Prayer[39] \| - \| \| 3. Juni 1989 – 21. Juli 1989 7 Wochen (insgesamt 7) \| 7 \| Fine Young Cannibals \| The Raw & the Cooked[40] \| - \| \| 22. Juli 1989 – 1. September 1989 6 Wochen (insgesamt 6) \| 6 \| Prince \| Batman[41] \| - \| \| 2. September 1989 – 8. September 1989 1 Woche (insgesamt 1) \| 1 \| Richard Marx \| Repeat Offender[42] \| - \| \| 9. September 1989 – 22. September 1989 2 Wochen (insgesamt 2) \| 2 \| New Kids on the Block \| Hangin’ Tough[43] \| - \| \| 23. September 1989 – 6. Oktober 1989 2 Wochen (insgesamt 2) \| 2 \| Milli Vanilli \| Girl You Know It's True[44] \| - \| \| 7. Oktober 1989 – 13. Oktober 1989 1 Woche (insgesamt 1) \| 1 \| Paula Abdul \| Forever Your Girl[45] \| - \| \| 14. Oktober 1989 – 27. Oktober 1989 2 Wochen (insgesamt 2) \| 2 \| Mötley Crüe \| Dr. Feelgood[46] \| - \| \| 28. Oktober 1989 – 24. November 1989 4 Wochen (insgesamt 4) \| 4 \| Janet Jackson \| Rhythm Nation 1814[47] \| - \| \| 25. November 1989 – 15. Dezember 1989 3 Wochen (insgesamt 5) \| 5 \| Milli Vanilli \| Girl You Know It’s True \| - \| \| 16. Dezember 1989 – 22. Dezember 1989 1 Woche (insgesamt 1) \| 1 \| Billy Joel \| Storm Front[48] \| - \| \| 23. Dezember 1989 – 29. Dezember 1989 1 Woche (insgesamt 6) \| 6 \| Milli Vanilli \| Girl You Know It’s True \| - \| |                                        |                                        |                                        |                           |
| ← 1988 |                                        |                                        |                                        | → 1990 →                  |
| Zeitraum | Wo. ges.                               | Interpret                              | Titel                                  | Zusätzliche Informationen |
| (Zeitraum, Wochen auf Platz eins, Interpret, Titel, zusätzliche Informationen) |                                        |                                        |                                        |                           |
| 31. Dezember 1988 – 20. Januar 1989 3 Wochen (insgesamt 4) | 4                                      | Anita Baker                            | Giving You the Best That I Got         | -                         |
| 21. Januar 1989 – 10. Februar 1989 3 Wochen (insgesamt 3) | 3                                      | Bobby Brown                            | Don't be Cruel                         | -                         |
| 11. Februar 1989 – 17. Februar 1989 1 Woche (insgesamt 5) | 5                                      | Guns N’ Roses                          | Appetite for Destruction               | -                         |
| 18. Februar 1989 – 10. März 1989 3 Wochen (insgesamt 6) | 6                                      | Bobby Brown                            | Don't Be Cruel                         | -                         |
| 11. März 1989 – 14. April 1989 5 Wochen (insgesamt 5) | 5                                      | Debbie Gibson                          | Electric Youth                         | -                         |
| 15. April 1989 – 21. April 1989 1 Woche (insgesamt 1) | 1                                      | Tone Lōc                               | Lōc-ed After Dark                      | -                         |
| 22. April 1989 – 2. Juni 1989 6 Wochen (insgesamt 6) | 6                                      | Madonna                                | Like a Prayer                          | -                         |
| 3. Juni 1989 – 21. Juli 1989 7 Wochen (insgesamt 7) | 7                                      | Fine Young Cannibals                   | The Raw & the Cooked                   | -                         |
| 22. Juli 1989 – 1. September 1989 6 Wochen (insgesamt 6) | 6                                      | Prince                                 | Batman                                 | -                         |
| 2. September 1989 – 8. September 1989 1 Woche (insgesamt 1) | 1                                      | Richard Marx                           | Repeat Offender                        | -                         |
| 9. September 1989 – 22. September 1989 2 Wochen (insgesamt 2) | 2                                      | New Kids on the Block                  | Hangin’ Tough                          | -                         |
| 23. September 1989 – 6. Oktober 1989 2 Wochen (insgesamt 2) | 2                                      | Milli Vanilli                          | Girl You Know It's True                | -                         |
| 7. Oktober 1989 – 13. Oktober 1989 1 Woche (insgesamt 1) | 1                                      | Paula Abdul                            | Forever Your Girl                      | -                         |
| 14. Oktober 1989 – 27. Oktober 1989 2 Wochen (insgesamt 2) | 2                                      | Mötley Crüe                            | Dr. Feelgood                           | -                         |
| 28. Oktober 1989 – 24. November 1989 4 Wochen (insgesamt 4) | 4                                      | Janet Jackson                          | Rhythm Nation 1814                     | -                         |
| 25. November 1989 – 15. Dezember 1989 3 Wochen (insgesamt 5) | 5                                      | Milli Vanilli                          | Girl You Know It’s True                | -                         |
| 16. Dezember 1989 – 22. Dezember 1989 1 Woche (insgesamt 1) | 1                                      | Billy Joel                             | Storm Front                            | -                         |
| 23. Dezember 1989 – 29. Dezember 1989 1 Woche (insgesamt 6) | 6                                      | Milli Vanilli                          | Girl You Know It’s True                | -                         |